# 吾妻東バイパス2期
吾妻東バイパス2期（あづまひがしバイパス2き）は地域高規格道路の上信自動車道を構成する国道353号のバイパス道路である。

## 概要
現道の国道353号は、斜面崩壊の発生箇所や急傾斜地崩壊危険区域が存在し、緊急輸送道路にもかかわらず災害時に通行止めになる可能性がある。
しかし、本線が開通すると国道353号の危険区域を回避することができるほか、高速道路に準じた速達性と定時性の高い走行が可能となり移動時間が短縮される。
- 起点:群馬県吾妻郡東吾妻町箱島(箱島IC)
- 終点:群馬県吾妻郡東吾妻町植栗(植栗・中之条IC)
- 規格:第3種第1級
- 道路幅員:10.5m

## 区間
箱島バイパス接続地点(東吾妻町箱島)から吾妻東バイパス接続地点(東吾妻町植栗)までの約6.7kmである。

## 道路の進歩状況
2024年(令和6年)時点では、用地買収、埋蔵文化財調査、橋梁工事、道路改良工事を行っている。2024年(令和6年)2月に本線および吾妻東バイパスが用地取得の難航により2029年(令和11年)事業完了となった。